# Dimitri Bussard
Dimitri Bussard (10 juli 1996) is een Zwitsers wielrenner die anno 2016 rijdt voor Team Roth.

## Carrière
In 2013 werd Bussard derde in het nationaal wegkampioenschap voor junioren, achter winnaar Patrick Müller en Lukas Rutishauser. Twee jaar later werd hij zevende in de door Théry Schir gewonnen beloftentijdrit.

## Ploegen
- 2016 –  Team Roth

Baillifard · Baldo · Belda · Brüngger · Bussard · Cecchin · D'Urbano · Gaday · Janorschke · Jaun · Kohler · Krizek · Marguet · Page · Pasche · Pasqualon · Pires · Stüssi · Thalmann · Toffali · Tomio · Vaccher · Zampilli · Zordan